# IFK Eskilstuna
IFK Eskilstuna er en fodboldklub fra Eskilstuna, Sverige. Klubben blev grundlagt i 1897.
Klubben har tidligere spillet i Fotbollsallsvenskan, men spiller i dag i Sveriges 5. bedste række, Division III.

## Svenske mesterskaber i fodbold for herrer
- 1921

## Kendte spillere
- Sebastian Larsson